# Sumalee Montano
Sumalee Montano, född 2 augusti 1972 i Ohio, är en amerikansk skådespelare.
Montano har bland annat medverkat i såväl TV-serien Familjen Casagrande som i filmen om samma familj. Hon har även medverkat i TV-serien The Lost Symbol.

## Filmografi (i urval)
- 2019–2022 – Familjen Casagrande (TV-serie)
- 2021 – The Lost Symbol (TV-serie)
- 2024 – Familjen Casagrande: Filmen